# Erbe симпозиум
Erbe симпозиум (англ. International Erbe – Symposium: Cultural Heritage in Geosciences, Mining and Metallurgy –Libraries–Archives–Collections) — международные научные конференции культурному наследию в геологии, горном деле и металлургии (библиотеки, архивы и коллекции).
Симпозиумы проводятся в специальных местах, связанных с историей горного наследия, местами исследований и обучения. Симпозиум состоит из докладов и стендовых докладов, посвященных ценностям симпозиума. В дополнение к симпозиуму организуются экскурсии на горные месторождения и геологические объекты. Международный симпозиум Erbe проводится каждые два или три года в разных местах и учреждениях, связанных с тематикой конференций.

## Организация и задачи
С 1993 года организуются регулярные конференции для обсуждения вопросов культурного наследия в науках о Земле, горном деле, металлургии и археологии. Задача состоит в том, чтобы обеспечить целостность культурного наследия человечества по отношению к Земле, включая «геологические памятники» (от нем. Erbe — наследие).
Основными темами докладов являются вопросы истории науки и культуры по темам:
- Хранители архивов и коллекций
- Библиотекари и книговеды
- Учёные по наукам о Земле
- Органы власти и лица, имеющие дело с культурными ценностями
- Графические коллекции (фотографии, гравюры, экслибрис и др.)
- Цифровые источники информации
- Памятники (гео памятники, археологические места)
- Горные и краеведческие музеи
- Литературное наследие.

## История
Международные конференции состоялись в:
1. 1993 —  Фрайберг, материалы
2. 1995 —  Леобен, материалы
3. 1997 —  Санкт-Петербург, тезисы
4. 1998 —  Банска-Штьявница, тезисы
5. 2000 —  Голден (Колорадо), материалы
6. 2002 —  Идрия, тезисы
7. 2003 —  Лейден, материалы
8. 2005 —  Швац, материалы
9. 2007 —  Квебек, тезисы
10. 2009 —  Фрайберг, архив сайта
11. 2011 —  Мехико, тезисы
12. 2013 —  Больцано, материалы
13. 2015 —  Банска-Штьявница, тезисы
14. 2018 —  Равне-на-Корошкем, программа
15. 2021 —  Эггенбург, оглавление
16. 2023 —  Фрайберг[4].
17. 2025 —  Равне-на-Корошкем, Программа

## Организационный комитет
В международный организационный комитет (англ. Erbe Commettee) от России c 2016 года входят:
- Леонид Колбанцев — Санкт-Петербург, ВСЕГЕИ
- Ирина Малахова — Москва, ГИН РАН.

## Награда Erbe
Во время конференций вручается награда имени Питера Шмидта (1939—1999) — немецкого краеведа и библиотекаря (англ. Peter Schmidt — Award), её лауреатами стали:
- 2000 — Lieselotte Jontes
- 2002 — Tillfried Cernajsek, Christoph Hauser
- 2003 — Joanne V. Lerud-Heck
- 2005 — Elena Kašiarova, Tatjana Dizdarevic
- 2009 — Oskar Burkhardt
- 2013 — Fathi Habashi
- 2015 — Angela Kießling-Kugler, Peter Hammer
- 2021 — Karel Pošmourný.